# SPARC T-Series
SPARC T-Series — линейка UNIX-серверов, основанных на архитектуре SPARC V9, разработанная корпорацией Oracle. Машины этой серии представлены на рынке с 2010 года и основаны на новых процессорах SPARC T3, выпущенных Oracle после завершения процесса приобретения компании Sun Microsystems. Процессор SPARC T4 вышел на рынок в сентябре 2011, а T5 в марте 2013 года.
Серверы SPARC T предназначены для замены серверов прежних семейств Sun Fire и SPARC Enterprise, основанных на предыдущих поколениях технологии CoolThreads (процессоры UltraSPARC T1 и T2/T2+), которые перешли в модельный ряд Oracle после приобретения Sun Microsystems.

## Системы
| Модель | RU    | Макс. число процессоров | Частота процессоров | Макс. ОЗУ | Макс. объём диска          | Дата выхода на рынок |
| ------ | ----- | ----------------------- | ------------------- | --------- | -------------------------- | -------------------- |
| T3-1   | 2     | 1 × SPARC T3            | 1.65 GHz            | 128 GB    | До 16 х 2.5" SAS           | Сентябрь 2010        |
| T3-1B  | Блейд | 1 × SPARC T3            | 1.65 GHz            | 128 GB    | До двух 2.5" SAS           | Сентябрь 2010        |
| T3-2   | 3     | 2 × SPARC T3            | 1.65 GHz            | 256 GB    | До шести 2.5" SAS          | Сентябрь 2010        |
| T3-4   | 5     | 4 × SPARC T3            | 1.65 GHz            | 512 GB    | До восьми 2.5" SAS         | Сентябрь 2010        |
| T4-1   | 2     | 1 × SPARC T4            | 2.85 GHz            | 256 GB    | До восьми 2.5" SAS         | Сентябрь 2011        |
| T4-1B  | Блейд | 1 × SPARC T4            | 2.85 GHz            | 256 GB    | До двух 2.5" SAS           | Сентябрь 2011        |
| T4-2   | 3     | 2 × SPARC T4            | 2.85 GHz            | 512 GB    | До шести 2.5" SAS          | Сентябрь 2011        |
| T4-4   | 5     | 4 × SPARC T4            | 3.0 GHz             | 1024 GB   | До восьми 2.5" SAS         | Сентябрь 2011        |
| T5-1B  | Блейд | 1 × SPARC T5            | 3.6 GHz             | 256 GB    | До двух 2.5" SAS или SSD   | Март 2013            |
| T5-2   | 3     | 2 × SPARC T5            | 3.6 GHz             | 512 GB    | До шести 2.5" SAS или SSD  | Март 2013            |
| T5-4   | 5     | 4 × SPARC T5            | 3.6 GHz             | 2 TB      | До восьми 2.5" SAS или SSD | Март 2013            |
| T5-8   | 8     | 8 × SPARC T5            | 3.6 GHz             | 4 TB      | До восьми 2.5" SAS или SSD | Март 2013            |

## Модели на основе процессора SPARC T3
В сентябре 2010 года Oracle представила линейку серверов основанных на процессоре SPARC T3. Сервера получили название «серия SPARC T3» вместо использовавшегося прежде SPARC Enterprise.
- Сервер T3-1 — одно процессорное гнездо, монтаж в стойку, 2U
- Сервер T3-1B — одно процессорное гнездо, blade-сервер для использования в шасси Sun Blade серии 6000.
- Сервер T3-2 — два процессорных гнезда, монтаж в стойку, 3U
- Сервер T3-4 — четыре процессорных гнезда, монтаж в стойку, 5U

## Модели на основе процессора SPARC T4
26 сентября 2011 года Oracle представила линейку серверов основанных на процессоре SPARC T4.
- Сервер T4-1 — одно процессорное гнездо, монтаж в стойку, 2U
- Сервер T4-1B — одно процессорное гнездо, blade-сервер для использования в шасси Sun Blade серии 6000.
- Сервер T4-2 — два процессорных гнезда, монтаж в стойку, 3U
- Сервер T4-4 — четыре процессорных гнезда, монтаж в стойку, 5U[7]

Данные системы используют практически те же шасси что и сервера на основе процессора SPARC T3. Основные особенности машин совпадают, за исключением:
- Процессор SPARC T4 вместо Т3.
  - Основан на принципиально новом ядре, в котором появилась поддержка Out-of-order execution[7]. Отмечается, что T4 имеют более высокую производительность чем T3, несмотря на уменьшение количества ядер в 2 раза[8].
  - Вычислительные ядра S3, использованные в процессоре T4, имеют по 2 ALU. Поддерживается объединение инструкций сравнения и перехода. Целочисленный конвейер имеет 16 стадий, конвейер для чисел с плавающей запятой — 11. Возможно исполнение до 8 потоков на ядре. Размер кешей для каждого ядра: 16 КБ L1d, 16 КБ L1i, 128 КБ L2; общий для всех ядер кеш L3 имеет размер 4 МБ (в T3 кеша L3 не было).[9]
  - Чип T4, так же как и T3, изготовлен по технологии 40 на производственных мощностях TSMC[9]
  - Ядра S2, использованные в T3 имели 8 КБ L1d и 16 КБ L1i кеша на каждое ядро и 6 МБ общего кеша L2.[9]
  - T3 и T4 имеют 2 контроллера PCI-Express 2.0 x8 и 2 интерфейса 10G Ethernet.[7][9]
- Удвоенный объём оперативной памяти
- Небольшие изменения в дисковой подсистеме хранения данных.

Также серия T была расширена на продукты линии Netra. В частности, на базе SPARC T4 был выпущен сервер Netra SPARC T4-2.

## Модели на основе процессора SPARC T5
26 марта 2013 года Oracle представила линейку серверов основанных на процессоре SPARC T5.
- Сервер T5-1B — одно процессорное гнездо, blade-сервер для использования в шасси Sun Blade серии 6000.
- Сервер T5-2 — два процессорных гнезда, монтаж в стойку, 3U
- Сервер T5-4 — четыре процессорных гнезда, монтаж в стойку, 5U
- Сервер T5-8 — восемь процессорных гнезд, монтаж в стойку, 8U

Изменения в серии: в линейке продуктов на SPARC T5 более не представлен однопроцессорный стоечный сервер; добавлен восьмипроцессорный стоечный сервер.

## Операционные системы и виртуализация
Для работы моделей серии T3 требуется операционная система Solaris 10 Update 9 (09/10). Лицензия на операционную систему и технологию разделения ресурсов (виртуализации) Oracle VM Server for SPARC 2.0 (также известный как Logical Domains или LDom) включена в стоимость сервера.
Для серверов SPARC T4 требуется операционная система Solaris 10 как минимум Update 10 (08/11) или Solaris 11 11/11 (GA релиз). Вместе с оборудованием поставляется лицензия на Oracle VM Server for SPARC 2.1 (поддерживается создание до 64 виртуальных машин на T4-1 и T4-1B, до 128 на T4-2 и до 256 на T4-4).
Для серверов SPARC T5 требуется операционная система Solaris 10 последнего релиза Update 11 (01/13) или Solaris 11.1. Минимальная поддерживаемая версия Oracle VM Server for SPARC—3.0.
Logical Domains начиная с версии 2.0 работает только на процессорах UltraSPARC T2/T2+, SPARC T3-T5, SPARC M5-M6.

## Критика
Реклама серверов SPARC SuperCluster T4-4 подверглась жесткой критике со стороны Национального отделения рекламы (National Advertising Division) Совета местных бюро по улучшению деловой практики (Council of Better Business Bureaus) за некорректное сравнение с продукцией IBM.